# Götze

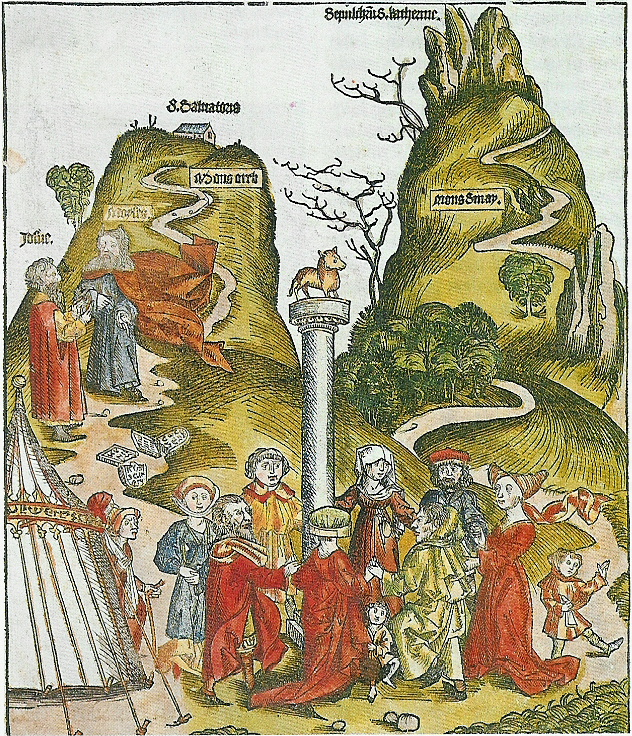
Biblisches Götzenbild des goldenen Kalbes in Hartmann Schedels Weltchronik (Nürnberg 1493)

Götze ist eine Bezeichnung für einen der eigenen Religion fremden Gott, insbesondere einen Abgott, also die Darstellung einer Gottheit in einem kultisch verehrten Bildwerk. Derartige „Götzenbilder“ verstoßen gegen das biblische Bilderverbot (Dtn 5,8 ) und galten den abrahamitischen Religionen daher lange als heidnisch.

## Bedeutung und Herkunft des Begriffs
Der deutsche Begriff Götze geht auf Martin Luther zurück und entspricht besonders in der Bedeutung „Abgott“ dem griechischen εἴδωλον (eidolon) und dem lateinischen idolum (vgl. Idol); der Begriff „Götzendienst“ übersetzt folglich den der Idolatrie. Im heute geläufigen Sinne von „Abgott, falscher Gott“ gebrauchte Luther den Begriff bereits 1520, weite Verbreitung fand er durch seine Verwendung in Luthers Bibelübersetzung (1534), wo „Götze“ das hebräische Wort „אֱלִיל“ („elil“) übersetzt, das eigentlich die Grundbedeutung „nichts“, „nichtig“ hat. In der biblischen Götzenpolemik (1 Chr 16,26 ): „כָּל-אֱלֹהֵי הָעַמִּים, אֱלִילִים“ („kol elohei haamim elilim“) übersetzte Luther: „Denn aller Heiden Götter sind Götzen.“; wörtlich übersetzt gälte hier jedoch gleichfalls: „Alle Götter der Völker sind nichts“. Als Götze gilt nach Luther in einem erweiterten Sinne alles, „woran der Mensch sein Herz hängt“ wie beispielsweise der Mammon oder im Sinne von „eine Anzubetende“ eine schöne Frau.
Die Herleitung des Begriffs bei und vor Luther ist nicht eindeutig geklärt. Seit dem Mittelhochdeutschen lässt sich götze in der Bedeutung „Bildwerk, Statue“, besonders auch „Heiligenbild“, nachweisen, wobei das Wort hier eine Diminutivform von Gott darstellt, also in etwa „kleiner Gott, Gottchen“ bedeutet, aber keineswegs abschätzig konnotiert gewesen zu sein scheint. Dass Luther dieses Wort im Sinn hatte oder auch nur kannte, darf jedoch bezweifelt werden. Friedrich Kluge zufolge ist es aufgrund inhaltlicher Erwägungen wahrscheinlicher, dass er sich mit „Götze“ vielmehr ein Schimpfwort mit der Bedeutung „Dummkopf, Schwächling“ aneignete, das seit dem 15. Jahrhundert vor allem im oberdeutschen Raum belegt ist. Dabei handelt es sich um eine vom älteren Wortgebrauch unabhängige Neuprägung, ursprünglich eine Kurz- oder Rufform des Vornamens Gottfried, wobei das Suffix -ze in diesem Fall durchaus pejorativ konnotiert ist (vgl. die Redewendung „Hinz und Kunz“, eigentlich „Heinrich und Konrad“).

## Götzendienst
Das Verehren und Anbeten eines Götzen oder Gottesbildes wird als „Götzendienst“ bezeichnet. Das wohl bekannteste Beispiel aus der Bibel ist die Verehrung des „Goldenen Kalbes“, während Mose auf dem Berg Sinai die Gesetzestafeln empfängt (vgl. 2. Buch Mose 32 ). Nach Erich Fromm überträgt der Götzendiener seine eigenen Eigenschaften teilweise auf seinen Götzen bzw. Dämonen. Dem Götzen unterwirft sich der abergläubische Mensch, er betet ihn an und bringt ihm Opfer, um die projizierten Eigenschaften verstärkt zurückzuerhalten. Als Krieger überträgt der Götzendiener beispielsweise seine Auffassung von Mut, Stärke und Tapferkeit in den Götzen und bittet diesen um Beistand, damit er ihm gemäß den eigenen Vorstellungen die gewünschten Eigenschaften im Kampf verleihen möge. Je mehr Eigenschaften der Mensch in einen Götzen projiziert, umso mehr seiner Freiheit opfert er dem irrationalen, dämonischen Glauben. Nicht nur traditionelle Gottesbilder wie das »Goldene Kalb« können vergöttlicht und als Götzen gesehen werden, sondern auch Erscheinungen wie der Staat, die Nation, ein charismatischer Führer, der Fortschritt, der Konsum, die Technik, Reichtum, Schönheit oder sonstige Symbole der Macht.